# Список умерших в 841 году

## Июнь
- 25 июня:
  - Жерар, граф Оверни (839—841);
  - Рихвин, граф Нанта (831—841), граф Пуатье (811—814/815).

## Декабрь
- 28 декабря — Бишр аль-Хафи, исламский богослов, аскет (захид), суфий.

## Дата смерти неизвестна или требует уточнения
- Абу Икаль ибн аль-Аглаб, эмир Аглабидов (838—841).
- Ли Ао, китайский философ и литератор.
- Хадебальд, архиепископ Кёльна (819—841).
- Хайдар ибн Кавус, верховный главнокомандующий арабской армии согдийского иранского происхождения при дворе халифов Аббасидов и вассальный князь Уструшаны.
- Энред, король Нортумбрии (808/810—841).